# Orde de Bogdan Khmelnitski
L'Orde de Bogdan Khmelnitski (en rus Орден Богдана Хмельницкого, Orden Bogdana Khmelnítskogo) és un orde militar soviètic, establert en honor de Bogdan Khmelnitski (un príncep ucraïnès del segle XVII), establert pel Decret de la Presidència del Soviet Suprem de l'URSS. Consta de 3 classes, sent el grau superior la 1a classe. La 1a i la 2a Classe van ser instaurades el 10 d'octubre del 1943, i la 3a el 14 de gener del 1944.
Es col·loca a la part dreta del pit. Se situa després de l'Orde de Nàkhimov del grau que correspongui. La 3a classe se situa després de l'Orde de Kutúzov de 3a classe.
La 1a classe va ser atorgada 323 cops (amb 10 unitats condecorades); la 2a, 2390 (850 unitats), i la 3a, 5.738 vegades (216 unitats).

## Requeriments
Atorgada als oficials i homes de l'Exèrcit, Flota de Guerra, Líders Partisans i Guerrillers pel valor en les operacions de combat, la decisió especial i les habilitats en les operacions de combat, així com per la valentia, l'abnegació i el patriotisme en la lluita per l'alliberament de la Pàtria dels invasors nazis.
La 1a Classe la reben els comandants de front, de flota, d'exèrcit, de flotilla, els seus suplents, els caps d'Estat Major, els caps de direccions operatives dels departaments i els caps dels destacaments de guerrillers per:
- Aplicar amb èxit maniobres que tenen com a resultat l'alliberament de la regió o ciutat que tenen una significació especial.
- Per les accions partisanes que tenen com a resultat la destrucció de l'estat major enemic, la conquesta de la seva base militar, per la destrucció de grans transports amb tropes i material enemic, i per les accions de combat realitzades juntament amb l'Exèrcit Roig que tenen com a conseqüència l'alliberament de parts importants de territori soviètic.

La 2a Classe la reben els caps de cos, de divisió, de brigada i regiment, els seus suplents, els caps d'estat major, els caps dels destacaments de partisans, els seus suplents i els seus caps d'estat major per:
- La ruptura de les línies de l'enemic, l'èxit operatiu per l'acceleració de cursos d'aigua, per l'exploració profunda a rereguarda que té com a resultat la pertorbació de les comunicacions de l'enemic i es causen danys a les seves bases de rereguarda.
- Per les accions partisanes que tenen com a resultat l'alliberament de soviètics presos dels alemanys, són pertorbades les comunicacions i enllaços o són destruïts els transports enemics.

La 3a classe la reben des dels soldats fins als caps de batalló per:
- La iniciativa i decisió del cap de sotsdivisió en l'operació de combat que ha ajudat a la derrota enemiga o a la captura d'una localitat o posició important.
- Pel valor i enginy del cap de partisans per la realització amb èxit de les operacions de combat que porten al fracàs de les mesures militars enemigues i grans pèrdues.
- Per la iniciativa personal, valor i persistència en l'execució de la missió de combat que contribueix a l'èxit.

| Orde de Bogdan Khmelnitski                   | Orde de Bogdan Khmelnitski                   | Orde de Bogdan Khmelnitski                   |
| 1a Classe                                    | 2ª Classe                                    | 3ª Classe                                    |
| -------------------------------------------- | -------------------------------------------- | -------------------------------------------- |
| Orde de Bogdan Khmelnitski de primera classe | Orde de Bogdan Khmelnitski de segonaa classe | Orde de Bogdan Khmelnitski de tercera classe |
| Galó                                         |                                              |                                              |
| Orde de Bogdan Khmelnitski                   | Galó de segona classe                        | Galó de tercera classe                       |

## Història
Va ser instituïda als dies de l'alliberament d'Ucraïna, després de la proposta del General d'Exèrcit N.S. Hrushcheva, membre del Consell de Guerra del 1r Front Ucraïnès, i la causa va ser ràpidament recolzada pel director de cinema ucraïnès A.P. Dovzhenko i pel poeta Mikola Bazhan.
Si bé als estatuts de l'orde no s'estipulava que el Front Ucraïnès tingués preponderància per obtenir-la, la veritat és que la majoria dels receptor formaven part d'aquest front. Això probablement també s'explica pel fet de l'enorme quantitat de partisans que operaven a Ucraïna (aquests eren àmpliament condecorats amb aquest orde, també pel fet que Bogdan Khmelnitski és l'heroi nacional d'Ucraïna).
El projecte del disseny recaigué sobre el pintor A.S. Pastxenko. La comissió aprovà el seu disseny, però per a l'elaboració definitiva del projecte també col·laborà el pintor N.I. Moskaleva (autor dels ordes de Glòria i de Kutúzov). El cisellat definitiu va ser fet pel gravador V.Sokolov.
L'Orde de Bogdan Khmelnitski de 1a classe nº1 va ser concedida pel Decret de la Presidència del Soviet Suprem de l'URSS del 26 d'octubre de 1943 al Major-General A.I. Danilovu, del 12è Exèrcit del 3r Front Ucraïnès per l'alliberament de la ciutat de Zaproroje (el mateix dia va ser ascendit a Tinent General). Entre la resta de receptors, figuren els futurs Mariscals de la Unió Soviètica Serguei Biriúzov, Kiril Moskalenko, Matvei Zakhàrov i Petr Koixevoi.
La primera concessió de la 2a classe va ser el 26 d'octubre de 1943 pel cap de batalló major B.V. Tarasenko, pel manteniment del pas per un pont al Dnièper durant un atac.
Entre els receptors de la 2a classe hi ha diversos empleats a les seccions de contraespionatge i de l'NKVD, entre ells el Cap del Departament Especial del 3r Front Ucraïnès General d'Exèrcit Ivaxutina i el Cap de la Divisió de l'NKVD Tinent General Donskova.
La primera concessió de la 3a classe va ser el 14 de gener de 1944. Al decret de concessió es citen les operacions reeixides del grup partisà ucraïnès que participà en l'alliberament de la ciutat d'Óvrutx. Entre els receptors de la 3a classe figura l'infant de marina P.H. Dubinda, Heroi de la Unió Soviètica i que obtingué de forma simultània els 3 graus de l'Orde de Glòria.
Després de la dissolució de la Unió Soviètica, el president d'Ucraïna Leonid Kutxma la va restablir el 3 de maig de 1995, commemorant el 50è aniversari de la Victòria a la Gran Guerra Patriòtica.

## Disseny
Una estrella de 5 puntes convexa, de la que surten feixos raigs piramidals entre les puntes. Al centre hi ha un medalló amb la imatge de Bogdan Khmelnitski, amb un ceptre a la mà dreta. A la part superior del medalló apareix el seu nom en caràcters ucraïnesos "Богдан ХМЕЛЬНИЦЬКИЙ". Al voltant del medalló hi ha una filigrana gravada i dues simitarres.
La insígnia de 1a classe fa 55mm d'ample i, els raigs, 48mm. El medalló té 22mm d'ample. La insígnia és de plata, llevat el medalló i els raigs són d'or.
La 2a classe és idèntica a la primera, llevat que els raigs són de plata.
La 3 classe fa 45mm d'ample i, els raigs, 48mm, i és tota de plata.
Queden subjectes a l'uniforme mitjançant un cargol.
El galó de l'orde és de seda de color blau, de 24mm d'ample, amb franges verticals blanques: el de 1a classe té una franja al mig de 5mm d'ample; el de 2a classe té dues franges als laterals de 3mm d'ample, i el de 3a classe té una franja al mig i als costats de 2mm cadascuna.
La 1a classe és blau amb una franja grisa al mig. La 2a classe és blau amb una franja grisa als costats, i la 3a classe és blau amb una franja grisa als costats i al mig.